# Christine Eder

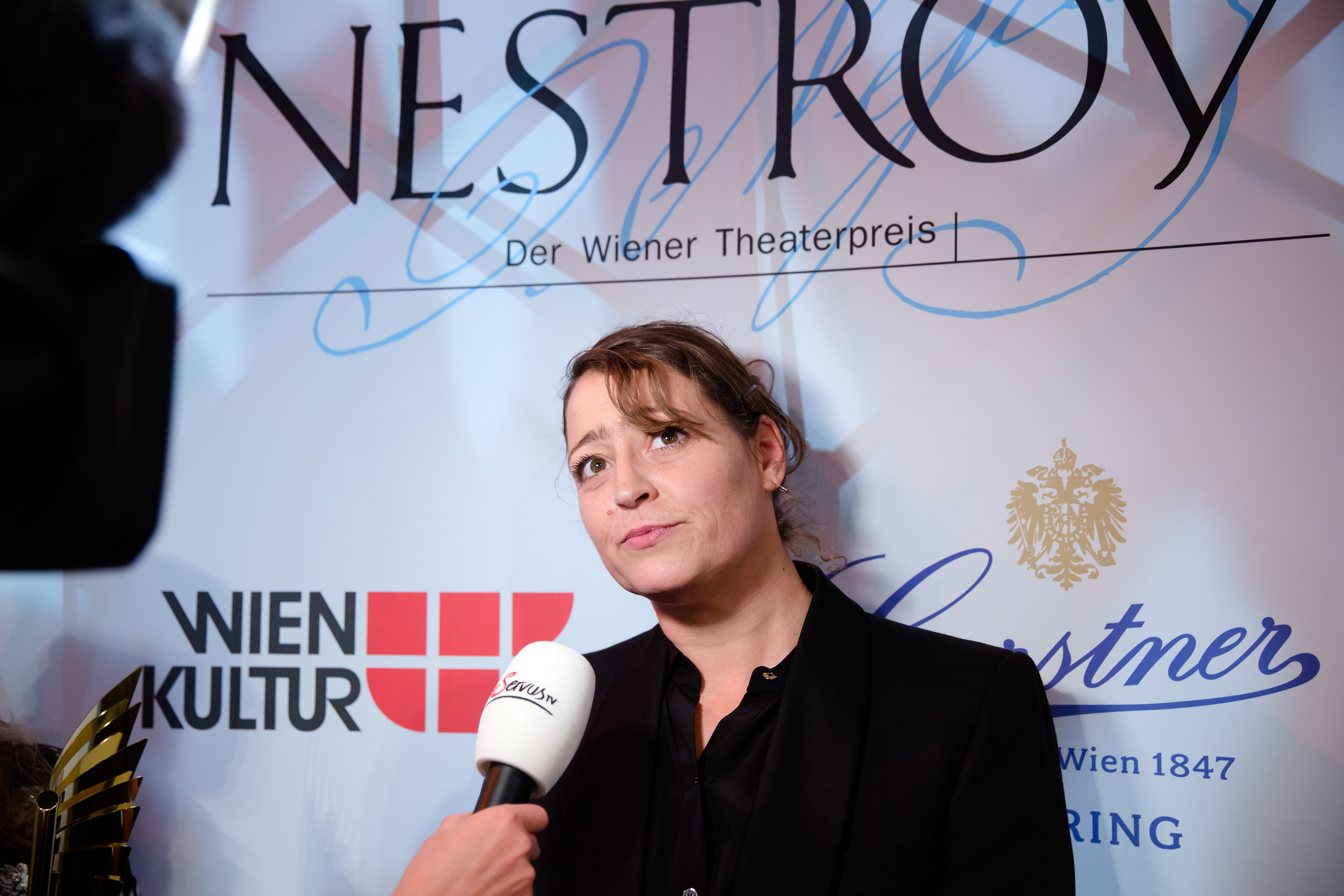
Christine Eder (Nestroy 2015)

Christine Eder (geboren 1976 in Linz) ist eine österreichische Regisseurin.

## Leben und Werk
Eder studierte Politikwissenschaften, Publizistik, Theaterwissenschaft und Philosophie an der Universität Wien. Nach ihrem Abschluss 1998 arbeitete sie zunächst als Regieassistentin am Theater Phönix in Linz und am Schauspielhaus Wien, bevor sie von 2001 bis 2006 am Institut für Theater, Musiktheater und Film der Universität Hamburg Theaterregie studierte. Es folgten Inszenierungen am Thalia Theater in Hamburg (u. a. Antigone von Sophokles), am Theaterhaus Jena (Leonce und Lena, Dantons Tod, Liliom und Verbrennungen von Wajdi Mouawad) und am Münchner Volkstheater. Sie wurde dreimal (2006, 2007 und 2010) zum Regie-Nachwuchs-Festival Radikal jung in München eingeladen. 2010 erhielt sie für ihre Inszenierung von Eros nach dem Roman von Helmut Krausser am Münchner Volkstheater den Preis für die beste Ensembleleistung und den Publikumspreis der Bayerischen Theatertage in Regensburg.
Seit 2009 inszeniert Eder regelmäßig im Schauspielhaus Graz. Am Haus von Anna Badora führte sie Regie unter anderem bei der Uraufführung von Das bin doch ich von Thomas Glavinic und bei Ein Volksfeind. Sie ist auch Mitglied des Hamburger Agitprop-Kollektivs Schwabinggrad Ballett. Am Theater Konstanz inszenierte sie in der Spielzeit 2010/2011 erstmals die Die Geierwally und in der folgenden Spielzeit das Stück Leben wollen. Zusammen von Ivna Žic. 2014 folgte ihre Inszenierung von Der Sturm. Im Werk X präsentierte sie im Jänner 2015 eine Neufassung der Proletenpassion der Schmetterlinge. 2017 wurde sie für die beste Regieleistung mit dem Dorothea-Neff-Preis für die Produktion Alles Walzer, alles brennt ausgezeichnet.